# La Mer de feu
La Mer de feu (titre original : Fire Sea) est le troisième des sept tomes qui composent le cycle Les Portes de la mort. Il a été coécrit par les écrivains Margaret Weis et Tracy Hickman en 1992.
Il a été traduit de l'américain par Simone Hilling.

## Résumé
Haplo le Patryn arrive dans le troisième monde,  Abarrach, le monde de la Terre. Un monde de lave et de fumées mortelles. Sa mission est de retrouver les Sartans, l'ennemi héréditaire de son peuple. Mais pour le moment, il n'en a trouvé qu'un seul, Alfred, qu'il a dû fuir lors de sa visite sur Arianus.
Quelle n'est pas sa surprise lorsqu'il arrive sur Abarrach et trouve enfin ce peuple. Malheureusement, pour survivre à l'atmosphère viciée de ce monde souterrain, ils ont dû faire appel à une magie interdite : la nécromancie. Ils asservissent les morts, mais ceux-ci n'apprécient pas leur état. Alors Haplo va devoir accepter l'aide d'Alfred. 
Celui-ci n'est pas content du tout : la nécromancie a des conséquences très inattendues et catastrophiques sur les Sartans des autres mondes reliés par la Porte de la Mort.